# Decet quam maxime
Decet quam maxime  è la prima enciclica di papa Clemente XIV, datata 21 settembre 1769, nella quale il Pontefice condanna il grave abuso diffuso in alcune Chiese locali, specialmente del Regno di Sardegna, di versare tasse e contributi ai Vescovi ed ai loro collaboratori per servizi prestati a favore della Chiesa e dei fedeli; il Papa ribadisce che tutto deve essere ricondotto a quanto stabilito dai Concili ecumenici ed in particolare dal Concilio di Trento, di modo che « i ministri della Chiesa e i dispensatori dei misteri di Dio si mantengano completamente estranei anche al più piccolo sospetto d'avarizia ».

## Fonte
- Tutte le encicliche e i principali documenti pontifici emanati dal 1740. 250 anni di storia visti dalla Santa Sede, a cura di Ugo Bellocci. Vol. II: Clemente XIII (1758-1769), Clemente XIV (1769-1774), Pio VI (1775-1799), Pio VII (1800-1823), Libreria Editrice Vaticana, Città del Vaticano 1994.